# Peter, Paul and Mary

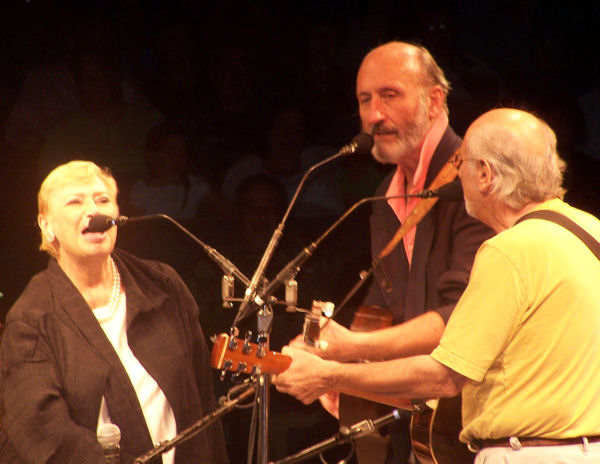
Peter, Paul and Mary in 2006

Het trio Peter, Paul and Mary is een Amerikaanse folkgroep uit de jaren zestig. Het trio bestond uit Peter Yarrow, Noel "Paul" Stookey en Mary Travers.

Peter, Paul and Mary 1963

De groep werd in 1961 samengesteld door manager Albert Grossman, met de bedoeling een "supergroep" te vormen. Hun eerste album bevatte de hit If I had a Hammer, geschreven door Pete Seeger. Het album stond tien maanden in de Billboard Top 10.
In 1963 coverden ze Blowin' in the Wind van Bob Dylan en scoorden daarmee een internationale hit. Puff, the Magic Dragon uit 1963 werd een song met een eigen legende.
Ze gingen uit elkaar in 1970, maar hadden solo minder succes. In 1978 kwamen ze weer samen voor een benefietconcert, en daarna maakten ze weer platen en traden ze weer op.
Travers overleed op 16 september 2009 op 72-jarige leeftijd, Yarrow overleed op 7 januari 2025 op 86-jarige leeftijd.

## Discografie
- 1962 Peter, Paul and Mary
- 1962 Lemon tree
- 1963 (Moving)
- 1963 Blowin' In The Wind
- 1964 In Concert
- 1965 A Song Will Rise
- 1965 See What Tomorrow Brings
- 1966 Album
- 1967 Album 1700
- 1967 In Japan
- 1968 Late Again
- 1969 Peter, Paul and Mommy
- 1970 Ten Years Together
- 1978 Reunion
- 1983 Such Is Love
- 1986 No Easy Walk To Freedom
- 1988 A Holiday Celebration
- 1990 Flowers & Stones
- 1993 Peter, Paul and Mommy, Too
- 1995 PPM& (Lifelines)
- 1996 Lifelines Live
- 1998 Around The Campfire
- 1998 The Collection
- 1999 Songs of Conscience and Concern
- 2004 Carry It On
- 2004 In These Times
- 2005 The Very Best of Peter, Paul & Mary

### Hitlijsten
| Single met eventuele hitnotering(en) in de Nederlandse Top 40 | Datum van verschijnen | Datum van binnenkomst | Hoogste positie | Aantal weken | Opmerkingen |
| ------------------------------------------------------------- | --------------------- | --------------------- | --------------- | ------------ | ----------- |
| I Dig Rock And Roll Music                                     | 1967                  |                       | tip14           |              |             |
| Day Is Done                                                   | 1969                  |                       | tip19           |              |             |
| Leaving On A Jet Plane                                        | 1969                  |                       | tip20           |              |             |